# Lü Fan
Lü Fan (呂範; † 228), Großjährigkeitsname Ziheng (子衡), war ein General der Wu-Dynastie zur Zeit der Drei Reiche im alten China.
Lü Fan begann seinen Dienst während des Aufstands der Gelben Turbane (184) und diente dem Oberbefehlshaber He Jin. Später trat er in Sun Ces Dienste ein und half ihm bei der Eroberung des Wu-Territoriums, wobei er viel Lob erntete. Später diente er Sun Quan und blieb bis zu seinem Tode ein hochrangiger General.
| Personendaten    | Personendaten                                       |
| ---------------- | --------------------------------------------------- |
| NAME             | Lü, Fan                                             |
| ALTERNATIVNAMEN  | 呂範 (chinesisch); Lü, Ziheng (Großjährigkeitsname) |
| KURZBESCHREIBUNG | chinesischer General der Wu-Dynastie                |
| GEBURTSDATUM     | 2. Jahrhundert                                      |
| STERBEDATUM      | 228                                                 |